# District de Thường Xuân
Thường Xuân est un district de la province de Thanh Hóa dans la côte centrale du Nord au Viêt Nam. 

## Présentation
Le district a une superficie de 918 km2. 